# Cinema iraniano
Con cinema iraniano (o cinema persiano) si intende l'insieme di tutti i video, film e documentari, girati in Iran o all'estero, da registi iraniani, con soggetti inerenti alla cultura e alle tradizioni iraniane.

## Storia

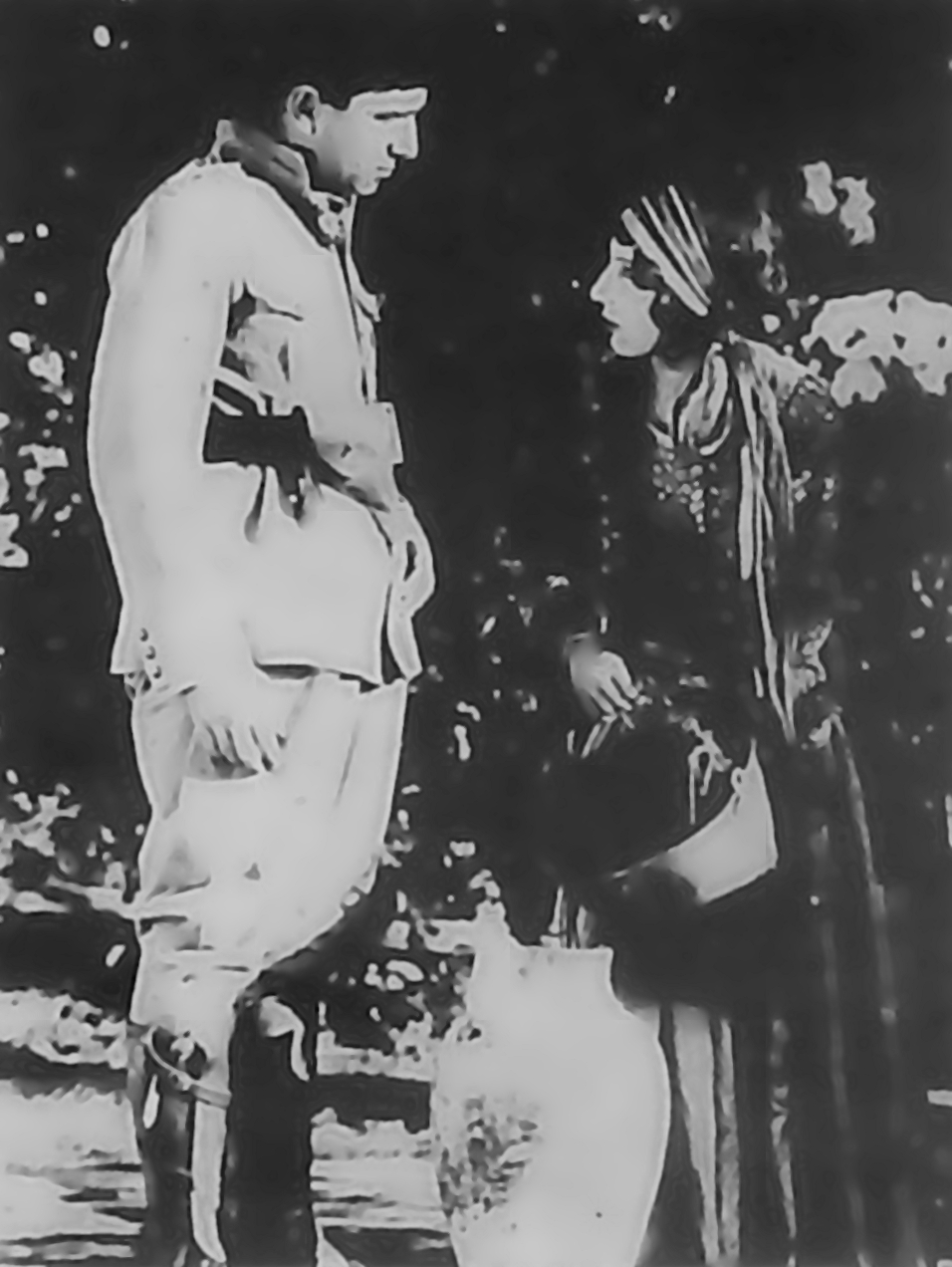
Sedigheh Saminejad e Abdolhossein Sepanta in Dokhtar Lor, primo film parlato in farsi diretto da Ardeshir Irani, 1933

### Origini
Il cinema iraniano nasce nell'anno 1900, dopo cinque anni dalla prima proiezione pubblica dei fratelli Lumière (28 dicembre 1895, Parigi), grazie all'iniziativa del quinto scià della dinastia Qajar (Mozaffareddin) che, in occasione di un viaggio in Europa, compra una cinepresa Gaumont al suo ritrattista ufficiale Mirza Ibrhim Khan Akkas-Bashi, affinché documenti le attività della famiglia reale. Le riprese effettuate nell'anno 1900 dal fotografo-ritrattista Mirza Ibrhim Khan Akkas-Bashi, tra i pionieri del cinema iraniano, mostrano una visita ufficiale della famiglia reale in Belgio, e in particolare la festa dei fiori e la pioggia di petali al passaggio dello scià sulla carrozza reale a Ostend.
Fino al 1930, in Iran si realizzano prevalentemente documentari con il sostegno della famiglia reale. I primi filmati pionieristici ad opera di Akkas-Bashi documentano riti religiosi, cerimonie e ricevimenti di corte. Dopo il colpo di Stato (febbraio 1921) di Reza Khan (definito postumo Reza Shah Pahlavi, ovvero Reza Shah il Grande) il fotografo ufficiale Mo'Tazedi gira una serie di documentari tra cui l'incoronazione dello shah Reza Pahlavi, la costruzione della ferrovia trans-iraniana. Si tratta, in questo periodo, di un «cinema privato e protetto dalla corte (...): soltanto lo scià, i suoi cortigiani e chi fa parte della cerchia reale può assistere a queste proiezioni, mentre il popolo ne è escluso.».
Il primo cinematografo pubblico e senza scopo di lucro in Iran è inaugurato nel 1900 nella città di Tabriz da parte dei vertici della comunità cattolica locale. Nel 1904 è invece inaugurato un cinematografo privato a Teheran di tipo commerciale ad opera del mercante Ibrahim Khan Sahafbashi, il quale comincia per primo a proiettare, nel cortile retrostante il suo negozio di antiquariato, film stranieri di dieci minuti acquistati nei suoi viaggi all'estero. A questo primo fallimentare tentativo (la sala rimase aperta per circa un mese), fanno seguito le iniziative di Phalavihhaf Bashi, il quale presenta nel suo cinema film acquistati in occidente, e Mehdi Russi Khan, fotografo di origine russa che importò in Iran opere russe e francesi. Infine, la sala di Ali Vakili, chiamata Grand Cinema, ha per prima un grande successo di pubblico.
Il primo lungometraggio iraniano viene realizzato nel 1930 (o, secondo altre fonti, nel 1932), a Teheran, da Avaness Ohaniàn, il film, muto e in bianco e nero, si intitola Abi Va Rabi e «racconta le vicende tragicomiche di due uomini, uno alto e l'altro basso». Numerosi storici del cinema iraniano concordano sul fatto che tale film muto sia un'imitazione della serie comica danese Double Patte e Patachon. Ad oggi non ne rimane alcuna copia. Ohaniàn, un immigrato russo nato in Turkmenistan che aveva studiato cinema a Mosca, giunge in Iran nel 1929 e, pur non parlando il persiano, fonda la prima scuola iraniana di recitazione; da questa emergerà l'attore Habibollah Morad che sarà nel 1932 il protagonista della seconda pellicola di Ohaniàn Haji Aqa aktor-e Cinema (alias Haji Agha, the Film Actor), un film muto su «un uomo profondamente religioso e contrario al cinema, il quale, con svariati stratagemmi, viene ripreso di nascosto con una cinepresa e quindi portato in una sala cinematografica e gli vengono mostrate le sue stesse immagini; vedendosi sullo schermo, rimane stupito, si meraviglia, si diverte e alla fine applaude se stesso e la tecnica, e acconsente che la figlia lavori nel cinema.». Il film, che taluni hanno addirittura definito «il più memorabile e affascinante film nella storia del cinema iraniano», può essere considerato quale il primo film iraniano che inviti alla riflessione sui temi dei cambiamenti sociali e religiosi. Infatti, all'epoca dei primordi della cinematografia in Iran, oltre a un accesso alle proiezioni estremamente ridotto dalle condizioni economiche della popolazione e dall'alfabetismo, risultavano dominanti quelle concezioni tradizionali e religiose che consideravano il cinema una forma di "corruzione" e vietavano la frequentazione delle sale e, soprattutto alle donne, la recitazione. Haji Aqa aktor-e Cinema di Ohaniàn, raccontando il ripensamento di un uomo tradizionalista e religioso, «afferma il ruolo attivo che cinema e modernità possono avere nello sviluppo e nel progresso del paese e degli iraniani.». Nel 1933 Ebrahim Moradi realizza Capriccio, un film muto che si rivelerà un insuccesso a causa della quasi contemporanea comparsa del cinema sonoro. 

### L'avvento del sonoro (periodo 1933-1960)
Dopo alcuni mesi, infatti, il poeta e scrittore Abdol Hossein Sepanta scrive e produce il primo film sonoro parlato in Farsi, Dokhtare Lor/La ragazza Lor (1933), diretto da Ardeshir Irani in India. L'attrice Ruh Anghiz interpreta il ruolo della fanciulla. La ragazza Lor riscuote enorme successo: viene proiettato in due cinema diversi contemporaneamente per sette mesi.  Anche le successivi pellicole di Sepanta (Ferdowsi nel 1934, Shirin va Farhad nel 1935) conseguono un notevole successo, in quanto attingono dalla storia e dalla letteratura favolistica persiana soggetti che risultano confacenti al gusto del pubblico locale dell'epoca.
I film prodotti dal 1930 al 1947 erano realizzati in India perché in Iran vi erano enormi difficoltà di produzione. Le sale in quest'arco di tempo continuarono a proiettare pellicole straniere tra le quali nel 1943 i film anglofoni toccarono la percentuale del 70/80%.
Solo nel 1948 v'è il primo film interamente prodotto in Iran da Esmail Kushan, creatore della Mitra Film Company, e diretto dall'attore teatrale Ali Dary Abeg: il film, intitolato Tufan-e Zendegi (La tempesta della vita), non riscuote successo e, seguito da altri insuccessi, porta la Mitra film Company al fallimento. Koushan, allora, fonda la Pars Film che continua a produrre «l'equivalente iraniano dei B-Movies americani» fino al 1979. Nel 1950 viene altresì fondata la Iran Film Studio, da Ghadiri e Manouchehri. Tali società di produzione realizzano i primi girati in Iran che conquistano i favori del pubblico: la Pars Film "sbanca il botteghino" dapprima con Vergogna (1951) e poi con Amir Arsalan diretto da Shapour Yasami, oltre a realizzare il primo film a colori; l'Iran Film Studio annovera nella sua produzione Vagabondo (1952), che, come è stato osservato, «è caratterizzato da una qualità superiore di recitazione e di regia, oltre che di fotografia, per l'epoca. Questo film introdusse anche Nasser Malakmoti'i, una delle più grandi star che il cinema iraniano abbia mai prodotto.». Inizia così un'epoca prospera per l'industria del cinema iraniano che andrà costantemente sviluppandosi.
La produzione e la distribuzione dei film iraniani tra gli anni Quaranta e Cinquanta è anche favorita dalla «massiccia e severa» censura che colpisce i film stranieri e, soprattutto, le «pellicole che mettono in scena rivoluzioni, scioperi, ribellioni o mostrano deviazioni sessuali e tendenze anti islamiche.».

### Prima "nouvelle vague" (cinema pre-rivoluzionario: 1960-1978)

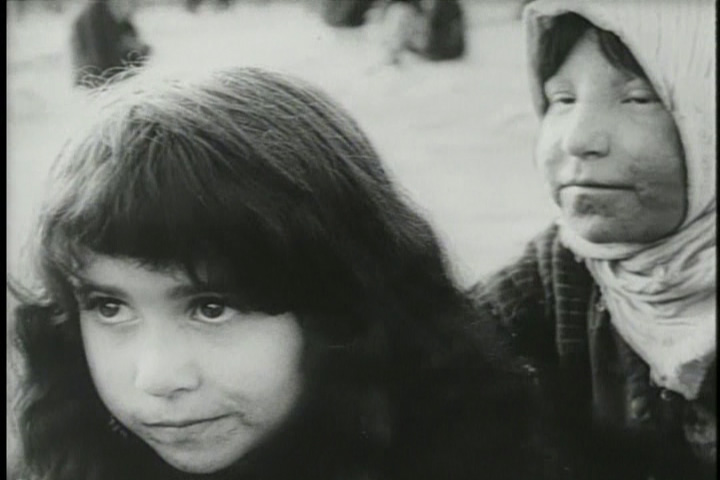
Khāneh siyāh ast («La casa è nera») di Forough Farrokhzad, 1962

Negli anni '60 iniziano ad emergere i primi tratti distintivi del linguaggio cinematografico iraniano. Comincia la prima nouvelle vague, ovvero la prima generazione di cineasti (cineasti nel vero senso della parola).
Tra i precursori della nouvelle vague ci sono: la poetessa Forough Farrokhzad, che con La casa è nera (1962), anticipa molte tendenze successive; Dariush Mehrjui con Gaav (La vacca, 1969), tratto dal racconto del moderno drammaturgo Ghalamhossien Saedi, ottiene un riconoscimento internazionale per la nouvelle vague iraniana; Sohrab Shahid-Sales con Natura morta inaugura una nuova visione della realtà, attraverso l'uso della camera fissa e la linearità della storia trattata, che influenzerà in seguito le opere di Abbas Kiarostami e Mohsen Makhmalbaf; Naser Taqva con Tranquillità in presenza d'altri (1972); Amir Naderi con Addio amico (1972) e Vicolo cieco (1973); Bahram Beyzai con Il viaggio (1972) e Acquazzone (1973); Abbas Kiarostami con L'esperienza (1974).
La prima fase della nouvelle vague iraniana vede registi che subito destano l'attenzione dei critici d'essai internazionali, tuttavia i film realizzati in Iran in questo periodo rappresentano una minima parte rispetto alla produzione complessiva. A dominare il mercato sono ancora film commerciali e stranieri. Nel 1976 la produzione comincia a ridursi e arriva a 39 film, scendendo poi a 18 nel 1978. In seguito ai disordini politici, dovuti alla rivoluzione islamica (1979), molti esponenti della nouvelle vague decidono di trasferirsi all'estero.

### Seconda "nouvelle vague" (cinema post-rivoluzionario)
La situazione politica comincia a stabilizzarsi nel decennio successivo alla rivoluzione iraniana, mentre l'industria cinematografica non riesce a risollevarsi. Nel 1983 il governo prende alcuni provvedimenti per risollevare l'industria; in particolare i provvedimenti mirano ad incrementare la produzione nazionale e a frenare l'importazione di pellicole straniere. A tale scopo crea la Fondazione Farabi (gestita dal Delegato agli affari cinematografici), che fornisce sussidi per le produzioni cinematografiche iraniane. Negli anni successivi la produzione aumenta e contemporaneamente i sussidi Farabi diminuiscono.
Nel periodo post-rivoluzionario si assiste nel cinema iraniano ad una seconda nouvelle vague: i registi cominciano a creare opere in chiave sperimentale, neorealista e poetica. Questa trasformazione è dovuta anche alla forte censura, esercitata sia dal governo sia dalle autorità religiose, che spinge i registi a trasformare le proprie pellicole in poesie, ricche di simbolismi, incentrate sui profondi temi sociali del paese (producendo soprattutto film d'essai destinati ad un pubblico straniero).
Fanno parte della seconda nouvelle vague:
Abbas Kiarostami con Dov'è la casa del mio amico? (1987), che racconta le vicende di un bambino che vuole riportare il quaderno, preso per sbaglio in classe, all'amico, ma non sa dove esso abiti e riesce a consegnarlo solo il mattino dopo, in aula, dopo aver svolto per conto dell'amico il compito e ancora Kiarostami con Primo piano (1999), Dieci (2002) e Il palloncino bianco (1995), con Abbas Kiarostami (sceneggiatura) e Jafar Panahi (regia) che racconta la giornata di una bambina che perde i soldi mentre sta andando a comprare un pesciolino rosso.
Il primo film iraniano candidato per l'Oscar al miglior film straniero, nel 1999, fu I ragazzi del paradiso del regista Majid Majidi: racconta le vicende di due bambini poveri che perdono un paio di scarpe, questo film ha ottenuto anche la nomination all'Oscar come miglior film straniero e Baran (2001), racconta la storia di una donna che si finge uomo per guadagnarsi da vivere.
Tahmineh Milani con Cessate il fuoco (2006), una commedia sui problemi di una coppia di neosposi, ha battuto tutti i record d'incasso.
Fanno parte della seconda generazione di cineasti anche: Mohsen Makhmalbaf; Dariush Mehrjui; Amir Naderi; Kianoush Ayyari e Rakhshan Bani-Etemad.

### Pellicole prodotte dopo la Rivoluzione iraniana
Dati ufficiali forniti dalla Fondazione Farabi.
| Anno | Numero di film prodotti |
| ---- | ----------------------- |
| 1980 |                         |
| 28   |                         |
| 1981 |                         |
| 31   |                         |
| 1982 |                         |
| 15   |                         |
| 1983 |                         |
| 24   |                         |
| 1984 |                         |
| 30   |                         |
| 1985 |                         |
| 41   |                         |
| 1986 |                         |
| 43   |                         |
| 1987 |                         |
| 52   |                         |
| 1988 |                         |
| 42   |                         |
| 1989 |                         |
| 48   |                         |
| 1990 |                         |
| 56   |                         |
| 1991 |                         |
| 45   |                         |
| 1992 |                         |
| 52   |                         |
| 1993 |                         |
| 56   |                         |
| 1994 |                         |
| 45   |                         |
| 1995 |                         |
| 62   |                         |
| 1996 |                         |
| 63   |                         |
| 1997 |                         |
| 54   |                         |
| 1998 |                         |
| 54   |                         |
| 1999 |                         |
| 54   |                         |
| 2000 |                         |
| 60   |                         |

### Animazione
Nel 1965 in Iran nasce Kanoon, l'istituto governativo per lo sviluppo dei bambini e dei ragazzi che conta nel territorio iraniano più di 600 biblioteche attive. Una delle sezioni più sviluppate all'interno dell'organizzazione è quella cinematografica.
Le prime animazioni risalgono al 1970 e da allora sono stati realizzati più di 180 film, quasi tutti hanno ottenuto riconoscimenti a livello internazionale.
I film d'animazione iraniani presentano varietà nella produzione, dai cortometraggi a pupazzi con la tecnica dello stop-motion (la più utilizzata), alla computer grafica fino alla tecnica del disegno tradizionale, rappresentando i personaggi e le scenografie con estrema cura sia per raccontare le storie della tradizione iraniana sia per rappresentare le fiabe sia per raccontare le avventure epiche.
All'interno di Kanoon hanno studiato e lavorato registi come Abbas Kiarostami, Amir Naderi e autori d'animazione come Abdollah Alimorad (Racconti del Bazaar, La montagna del gioiello, Bahador) e Farkhondeh Torabi (Pesce arcobaleno, Shangoul e Mangoul).
Kanoon è anche organizzatore del Festival Internazionale del Cinema di Teheran.

## Censura
In Iran la censura è presente fin dalle prime proiezioni pubbliche; già negli anni '20 i proprietari delle sale cinematografiche subiscono controlli da parte dei gruppi religiosi, contrari alla morale occidentale e all'aperta esibizione della sessualità.

### Censura nel cinema pahlavi (cinema pre-rivoluzionario)
Nel 1950 il controllo e la censura dei film viene assegnato alla Komisiyum-e nemayesh (Commissione dello Spettacolo), costituita dal capo della polizia e da rappresentanti del Ministero degli affari Interni e del Dipartimento delle Pubblicazioni e delle Radiodiffusioni. La commissione redige un regolamento, in 15 punti, attraverso i quali stabilisce che i film non devono:
1. Contraddire i fondamenti della religione e diffondere idee sovversive contro l'Islam e la religione sciita;
2. Opporsi alla monarchia o mancare di rispetto ai componenti della famiglia reale;
3. Rappresentare rivoluzioni politiche, di qualunque paese, che hanno portato al crollo della monarchia;
4. Istigare l'opposizione al governo e alla monarchia;
5. Diffondere idee e principi illegali;
6. Rappresentare crimini e criminali rimasti impuniti;
7. Rappresentare sommosse e rivolte carcerarie vittoriose;
8. Incitare gruppi sociali ad opporsi all'autorità governativa;
9. Opporsi a riti, usi e costumi tradizionali del paese;
10. Rappresentare scene sgradevoli e raccapriccianti;
11. Rappresentare relazioni illecite, seduzioni di giovani e nudi femminili;
12. Utilizzare turpiloqui o deridere cadenze regionali;
13. Mostrare scene di sesso;
14. Essere contrari alla morale pubblica, offendere il pudore e mettere in risalto atti di criminalità;
15. Accentuare le differenze di razza e religione.

A metà degli anni '50 viene creata la Savak (la polizia segreta dello Shah); alcuni suoi membri entrano nella Commissione dello Spettacolo, che nel 1968 passa sotto il controllo del Ministero della Cultura e dell'Arte, cambiando nome in Honarha-ye nemyeshi (Commissione delle Arti dello Spettacolo). Vengono elaborate nuove regole che si aggiungono alle 15 già esistenti, impedendo la proiezione di pellicole straniere ritenute rivoluzionarie. Nel cinema iraniano durante gli anni '50-'60 la censura interessa i film che criticano le condizioni sociali e politiche del paese.
Negli anni '70 il cinema progressista tende all'astrazione formale: per eludere la censura e trattare temi sociali, i registi sperimentano un linguaggio cinematografico ricco di simbolismi. Con questo nuovo linguaggio i film si allontanano dal vasto pubblico locale cui intendevano rivolgersi, con le proprie denunce, e diventano film d'essai, per gli intellettuali locali e i critici internazionali.

### Censura nel cinema della Repubblica Islamica (cinema post-rivoluzionario)
Dopo la Rivoluzione vengono recuperati molti film stranieri prima proibiti, a causa delle tematiche politiche trattate, adattandoli ai principi islamici attraverso sostituzione dei dialoghi nella fase del doppiaggio (per rendere il film più rivoluzionario o religioso), tagli e, laddove sia impossibile tagliare, attraverso la tecnica del magic marker (annerendo con un pennarello la pellicola). Una speciale commissione governativa sequestra tutte le pellicole presenti nei magazzini dei produttori e dei distributori cinematografici: 897 straniere e 2208 iraniane. Tra queste 512 pellicole straniere e 1956 pellicole iraniane non ottengono il visto della censura, e vengono nascoste o bruciate.
Nel 1979 l'ayatollah Khomeini, impone il divieto di tenere Festival del cinema e impone una censura molto severa. I registi, della prima nouvelle vague, vengono chiamati a comparire di fronte alla Corte Islamica, accusati di corruzione morale e legami con il precedente regime, alcuni vengono arrestati; agli attori e ai registi attivi nell'epoca dello Shah, in molti casi viene proibito di lavorare. A questo proposito Khomeini afferma in un discorso pubblico del 1980: Noi non ci opponiamo al cinema, alla radio o alla televisione […] il cinema è un'invenzione moderna che bisognerebbe usare per educare il popolo ma, come ben sapete, esso è stato utilizzato invece per corrompere i nostri giovani. È il cattivo uso del cinema che noi condanniamo, un uso scorretto causato dalla politica sleale dei nostri governanti.
Tra il 1979 e il 1981, le 256 sale cinematografiche iraniane cambiano nome, assumendo nomi patriottici o islamici. Il cinema Impero di Teheran diventa Esteqlal (Indipendenza), La città d'oro diventa Felestin (Palestina), Panorama diventa Azadi (Libertà) e Atlantic diventa Efriqa (Africa).
Nel 1982 avviene il passaggio definitivo dal cinema Pahlavi al cinema della Repubblica Islamica. Nello stesso anno il governo stabilisce di favorire un'industria cinematografica nazionale e ne affida il controllo al Ministero della Cultura e della Guida Islamica, e nel 1983 avvia un programma di finanziamento diretto dei film attraverso istituzioni ed agenzie semi-governative: il Ministero della Cultura e della Guida Islamica, il Kanoon (l'istituto per lo sviluppo intellettuale dei bambini e degli adolescenti), la Fondazione per i Diseredati, il Ministero per la Crociata di Ricostruzione e la Fondazione Farabi (che svolge un ruolo di consulenza per i registi, con i quali discute eventuali problematiche legate alla sceneggiatura e ne studia le possibili soluzioni), con a capo Mohammad Khatami.
Nel 1984 il Ministero della Cultura e della Guida Islamica redige un documento con le nuove regole della censura. Sono vietate le pellicole che:
1. Indeboliscono, contrastano e offendono il principio del monoteismo e le altre norme islamiche;
2. Offendono, direttamente o indirettamente, i profeti, gli imam, l'autorità suprema religiosa e il governo;
3. Offendono i valori dell'islam e delle altre religioni menzionate nella costituzione;
4. Incoraggiano l'immoralità, la corruzione e la prostituzione;
5. Incoraggiano o illustrano attività pericolose e criminose;
6. Negano l'uguaglianza dei popoli a prescindere dalla lingua, dall'etnia e dal credo;
7. Incoraggiano influenze culturali contrarie alla politica del governo;
8. Lasciano intendere qualunque cosa contraria agli interessi e alla politica del paese che possa essere utilizzata dagli stranieri;
9. Mostrano scene di violenza e tortura;
10. Danno una visione erronea e distorta dei fatti storici e geografici;
11. Diseducano gli spettatori con scadenti valori artistici;
12. Negano valori dell'autonomia e dell'indipendenza sociale ed economica.

Dal 1984 al 1997 viene pubblicato quasi ogni anno un manuale di regole sulla produzione, distribuzione e proiezione dei film.
Dal 1984 i registi che intendono realizzare un'opera cinematografica devono affrontare una lunga trafila burocratica che consiste nel sottoporre un soggetto al Comitato di Controllo della Sceneggiatura. Se il soggetto viene approvato, la sceneggiatura può essere scritta e sottoposta all'ispezione del Comitato; se anche la sceneggiatura viene approvata, il regista può chiedere i permessi di produzione, l'approvazione del lavoro finito e i permessi di proiezione, in cui sono specificate le sale in cui sarà programmata la pellicola. Se il film viene bloccato durante tale trafila, il regista può rivolgersi alla Fondazione Farabi per modificare la sceneggiatura e sottoporla nuovamente al giudizio del Comitato.
Nel 1989 la Fondazione Farabi stabilisce nuovi criteri per l'approvazione delle produzioni cinematografiche. I film finiti sono classificati in base a categorie che ne valutano il contenuto, l'estetica e gli aspetti tecnici; questa classificazione stabilisce se il regista deve o non deve sottoporre il suo film al Comitato di Controllo della Sceneggiatura. Secondo questa valutazione se un regista ottiene una “C” per il suo precedente film deve avere dal Comitato sia l'approvazione del soggetto che della sceneggiatura, se ottiene una “B” gli viene richiesta solo l'approvazione del soggetto e se ottiene una “A” non deve ottenere nessuna approvazione. Questo sistema rimane in uso fino al 1993, quando l'approvazione della sceneggiatura ritorna ad essere obbligatoria per tutti i progetti cinematografici.
A metà del 1995 un gruppo di 214 cineasti scrive una lettera aperta al Ministero della Cultura e della Guida Islamica, chiedendo una rivalutazione delle procedure che regolano la produzione nell'industria cinematografica.
Nel 1997, con l'elezione di Khatami a presidente della Repubblica Islamica, la censura viene alleggerita e comincia una tendenza dei registi all'autocensura, per evitare rigorosi controlli sul proprio lavoro sia durante la produzione sia durante la programmazione. I registi evitano temi sociali e limitano la presenza femminile all'interno delle pellicole preferendo l'impiego di attori bambini.

### L'arresto e il caso giudiziario
- Jafar Panahi, Arrestato il 2 marzo 2010 per la partecipazione ai movimenti di protesta contro il regime iraniano[7], dopo la mobilitazione delle organizzazioni a difesa dei diritti umani e del mondo del cinema a livello internazionale, viene rilasciato su cauzione il 24 maggio dello stesso anno[8]. Il 20 dicembre 2010 Panahi viene condannato a 6 anni di reclusione: gli viene inoltre preclusa la possibilità di dirigere, scrivere e produrre film, viaggiare e rilasciare interviste sia all'estero che all'interno dell'Iran per 20 anni[9]. Il 16 febbraio 2013, il suo Closed Curtain vince l'Orso d'argento per la migliore sceneggiatura al Festival internazionale del cinema di Berlino.
- Hossein Rajabian, scrittore, fotografo e regista indipendente, il 5 ottobre 2013, il giorno in cui ha completato il suo primo lungometraggio, è stato arrestato dalle forze di sicurezza iraniane di fronte al suo ufficio insieme a due altri musicisti. È stato mandato alla prigione di Evin nella quale è rimasto per due mesi in isolamento e dove è stato minacciato di confessare contro sé stesso.[10][11] Nel dicembre dello stesso anno, è stata pagata la cauzione di 66,000 dollari ed è stato rilasciato su libertà vigilata.[12] Dopo due anni nell'estate del 2015, il giudice Moghiseh l'ha condannato a 6 anni di prigione e a una multa per attività cinematografiche illecite, per blasfemie e propagande contro il regime. Egli si è dichiarato innocente e la condanna è stata ridotta a tre anni, di prigione obbligatori e altri tre anni in attesa di giudizio.[13][14][15][16][17][18][19][20][21][22][23][14][24][25] Dopo 11 mesi di detenzione nella prigione di Teheran (Evin) Hossine Rajabian si è rivolto al direttore della struttura per protestare contro l’ingiusta prigionia, per chiedere medicinali e per riunirsi con il fratello che era stato spostato dal braccio 7 al braccio 8 noto per essere decisamente più duro e violento. Non avendo ottenuto risposta hossien rajabian iniziano lo sciopero della fame.[26][27][28][29] Dopo 14 giorni di sciopero della fame Hossein viene portato in ospedale per infezione polmonare ma non vengono effettuati i controlli e le cure del caso. Hossein scrive alle autorità giudiziarie per ottenere un trattamento adeguato al quale si sono uniti molti artisti nel mondo per caldeggiare la sua richiesta di aiuto.[26] Dopo 36 giorni di sciopero della fame, le autorità hanno valutato la situazione di Hossein ma ormai il suo corpo era debilitato a tal punto che l’infezione ha causato gravi problemi ai reni ed ha generato una emorragia interna.[14][19][22][23][24][26][27][30][31][32][33]

## L'uso dei bambini e del linguaggio dell'infanzia nel cinema iraniano
Nel cinema iraniano i registi, a causa della severa censura, preferiscono utilizzare nelle proprie produzioni attori bambini. Trovano nello strumento “bambini” un nuovo modo di esprimersi e di affrontare temi sociali, utilizzando le proprietà del linguaggio infantile e sfuggendo alla censura.
Molte delle figure chiave del cinema iraniano nascono dal linguaggio dell'infanzia, dalla delicatezza, dal valore etico dell'immagine, dall'immediatezza, dall'universalità e dalla grande forza simbolica.
Uno dei registi che utilizza il linguaggio dell'infanzia è Abbas Kiarostami, che lavora all'interno del Kanoon (l'istituto governativo per lo sviluppo dei bambini e dei ragazzi), dal quale trae i fondamenti per la creazione del suo stile personale.
A partire dai primi cortometraggi, Kiarostami utilizza i codici del linguaggio didattico (in Primo caso, Secondo caso e Due soluzioni per un problema), per illustrare le conseguenze di un'azione, il regista riprende più possibili cause, in modo da raddoppiare la realtà e mostrare le diverse situazioni prodotte dai diversi comportamenti umani. In Compiti a casa, Kiarostami rappresenta le oppressive regole che vivono i ragazzi all'interno delle famiglie iraniane.
Il regista utilizza visioni simboliche come il sentiero a zig-zag, il fiore nel quaderno, l'albero solitario e i campi di grano per insistere su problematiche sociali con la leggerezza e l'immediatezza tipiche dell'infanzia.

## Donne nel cinema iraniano
La prima donna iraniana a produrre una pellicola è la poetessa Forough Farrokhzad, che nel 1962 realizza il documentario La casa è nera, nel quale mostra la vita e la sofferenza all'interno di un lebbrosario.
Con l'avvento della seconda nouvelle vague molte altre donne iraniane hanno preso parte alla realizzazione di nuove pellicole, nei panni di attrici ma anche di registe e sceneggiatrici.

### Registe e sceneggiatrici dopo la Rivoluzione
La prima donna iraniana a realizzare un film, dopo la Rivoluzione, è Rakhshan Bani-Etemad.
La regista preferisce utilizzare le donne nel ruolo di protagonista e, nei suoi film, dà voce alla classe operaia femminile; in Noi siamo la metà della popolazione iraniana (2009), affronta il tema del movimento femminista prima delle elezioni presidenziali (questo film è ormai - a causa della censura - una lista di persone arrestate o perseguitate dal regime).
Altri film di Bani-Etemad sono: Fuori limiti (1986); Canarino giallo (1988); Valuta estera (1989); La ragazza di maggio (1998); Baran e il breve Native (1999); Nargess (1992), storia di un triangolo amoroso; Sotto la pelle della città (2001); La valle blu (1995); il documentario Il nostro tempo (2002), con protagonisti giovani attivisti nella campagna presidenziale del 2001; Linea principale (2006).
Tahmineh Milani è tra le prime donne ad affermarsi nel cinema iraniano; è una regista-sceneggiatrice che spazia dalle commedie come Atash Bas (Cessate il fuoco, 2006), una commedia sui problemi di una coppia di neosposi, a film drammatici come la sua ultima regia-sceneggiatura, per la produzione di Mohammad Nikbin, Vendetta (2009), presentato al XXVIII Fajr International Film. Il film è basato su una storia vera, racconta le vicende di quattro donne che hanno subìto abusi sessuali e decidono di vendicarsi contro gli uomini. Vendetta ha ottenuto l'approvazione del Ministero dopo che la regista e il produttore hanno acconsentito all'eliminazione di alcune scene.
Samira Makhmalbaf, figlia di Mohsen Makhmalbaf, è la regista più giovane che si sia affacciata alla produzione cinematografica. A soli 17 anni Samira gira, con l'aiuto del padre, il film La mela (1998), basato su una storia vera, che tocca il tema dell'infanzia attraverso un'ottica femminilizzata. Le protagoniste sono due bambine gemelle, segregate in casa dal vecchio padre, che interpreta alla lettera il corano (le mie figlie sono come dei fiori, non dovrebbero essere esposte al sole, altrimenti morirebbero). La Makhmalbaf racconta la storia con la partecipazione dei veri protagonisti.
 La giornalista Irene Bignardi scrive riguardo al film: La mela ha il rigore di un docudramma, è una metafora della condizione della donna in Iran […] Il tocco autoriale della giovane regista risalta in alcune immagini toccanti: la mano infantile di una delle due sorelline che si sporge fuori dalla grata, dietro cui sono rinchiuse per dare un po' d'acqua a un fiore che cresce solitario in un vaso, o la mela, simbolo quasi biblico della ritrovata conoscenza, che pende di fronte al volto velato della madre cieca, complice e collaborazionista, senza che lei riesca a prenderla.
Altri film della Makhmalbaf sono: Lavagne (1999); Dio, costruzione e distruzione (2002, episodio del film: 11 settembre 2001); Alle cinque della sera (2003) e Due cavalli leggendari.
Shirin Neshat è l'ultima regista, in ordine temporale, ad esordire nel mondo del cinema iraniano, con un film che ha come protagoniste le donne.
Donne senza uomini (2009), denuncia la situazione femminile in Iran nel 1953. Racconta le storie di quattro donne sottomesse da padri e fratelli che lasciano la città per la campagna, dove trovano la “libertà”, per ritornare infine nel buio interiore in cui si trovavano all'inizio. Il film è stato premiato con il Leone d'argento - Premio speciale per la regia alla 66ª Mostra internazionale d'arte cinematografica di Venezia.
Marzia Gandolfi scrive: Le donne senza uomini di Shirin Neshat sono private di ogni diritto, non hanno diritto alla felicità […] questa pellicola vorrebbe illustrare l'oppressione […] di un mondo cristallizzato dove l'uomo occupa fisicamente e politicamente ogni spazio e dove le donne hanno solo gli sguardi per narrare le loro (non) vite.
Un'altra donna importante è Firouzeh Khosrovani, giornalista e documentarista iraniana, che collabora con diverse testate italiane e spagnole (il Manifesto, Repubblica, Limes e Culturas). Il suo ultimo documentario Premontaggio (2007), ha partecipato all'Asian Film Festival di Roma.
Altre donne registe-sceneggiatrici sono: Pouran Derakhshandeh; Zahra Dowlatabadi; Niki Karimi; Mahin Oskouei; Pari Saberi; Sepideh Farsi; Maryam Keshavarz; Yassamin Maleknasr; Sara Rastegar; Marzieh Meshkini; Hana Makhmalbaf; Mona Zani-Haqiqi; Parisa Bakhtavar.

### Attrici
Le attrici più famose sono:
- Golshiften Farahani, la prima attrice a partecipare in un film ad Hollywood, premiata come miglior attrice al Festival di Nantes e al Festival Fajr, vincendo il Crystal Simorgh;
- Shohreh Aghdashloo, prima donna iraniana ad ottenere, nel 2004, una nomination all'Oscar come miglior attrice non protagonista;
- Azita Hajian, vincitrice del Crystal Simorgh come miglior attrice al XVII Festival Fajr;
- Ledan Mostofi, miglior attrice al III Festival Internazionale dell'Eurasia;
- Pegah Ahangarani, miglior attrice al XXIII Festival Internazionale del Cairo;
- Mary Apick, miglior attrice al Festival Internazionale di Mosca;
- Hedyeh Tehrani, vincitrice del Crystal Simorgh come miglior attrice al Festival Fajr;
- Taraneh Alidousti, miglior attrice al Festival di Locarno e al festival Fajr;
- Fatemeh Motamed Aria, vincitrice del Crystal Simorgh come miglior attrice al VII, X, XI e XII Festival Fajr;
- Leila Hatami, miglior attrice al Festival di Montreal e al Festival di Locarno;
- Niki Karimi, miglior attrice al Film Festival di Nantes.

## Festival del cinema iraniano
Nel 1966 viene creato a Teheran il primo festival cinematografico iraniano, il Festival Internazionale di Film per Bambini (Festival-e beyno'l-melali-ye filmha-ye kudakan va nowjavanan).
Nel 1969 viene inaugurato il festival Cinematografico Sepas.
Nel 1972 è organizzato il primo Festival Internazionale Cinematografico di Tehran (Jashnvare-ye jahani-ye film-e Tehran).
Nel 1983 la Fondazione Farabi (agenzia dipendente dal Ministero della Cultura e della Guida Islamica), crea il Festival Cinematografico Internazionale Fajr, che si svolge ogni anno nel mese di febbraio a Teheran. A questa manifestazione si recano giornalisti e critici provenienti da tutto il mondo, per vedere gli ultimi lavori dei registi affermati e per scoprire nuovi talenti. Il premio più ambito all'interno del Festival Fajr è il Crystal Simorgh.
Nel 1985 all'interno del Festival Cinematografico Internazionale Fajr, nasce il Festival Cinematografico Internazionale per Bambini e Ragazzi (diventato in seguito Festival Isfahan). Inizialmente il Festival Isfahan si svolge a Teheran, essendo parte del Festival Fajr e dal 1996 assume una propria identità, e comincia a svolgersi nella città di Kerman. Il premio più ambito all'interno del Festival Isfahan è la Farfalla d'Oro.

### Premiazioni cinematografiche
Il primo film Iraniano a vincere un titolo internazionale è Gaav (La Vacca) di Dariush Mehrjui, premiato con il Premio della Giuria Fipresci alla Mostra Internazionale d'Arte Cinematografica di Venezia nel 1970.
Il primo regista che si afferma in Europa, dopo la Rivoluzione, è Abbas Kiarostami, al Festival di Locarno nel 1989. La prima retrospettiva europea sui suoi film è organizzata nel 1995 all'interno del festival svizzero.
Un altro regista ad affermarsi in Europa, in quegl'anni è Mohsen Makhmalbaf, che ottiene riconoscimenti a Cannes nel 1996 e, nello stesso anno, il Torino Film Festival organizza la prima retrospettiva sul suo cinema.
Altro regista iraniano che ha ottenuto importanti riconoscimenti cinematografici è Asghar Farhadi.
Premi vinti dai film iraniani dal 1963 al 2003:
- 1963: La casa è nera, prodotto e diretto dalla poetessa Forough Farrokhzad: miglior documentario all'Oberhausen Film Festival.
- 1966: Siyavosh a Persepoli, realizzato da Fereydun Rahnema: Premio Jean Epstein a Locarno.
- 1970: Gaav, di Dariush Mehrjui: premio della Giuria Fipresci alla Mostra Internazionale d'Arte Cinematografica a Venezia. Gheysar, di Mas'ud Kimiyai: miglior lungometraggio al Festival Nazionale Iraniano del Cinema.
- 1974: Il principe velato, di Bahman Farmanara: Primo Premio al Festival Internazionale Cinematografico di Teheran.
- 1978: Dayereh-ye Mina (Il ciclo di Mina), di Dariush Mehrjui: Premio Internazionale della Critica al Cinematografico di Berlino.
- 1982: Lunga vita, di Khosrow Sinai: Premio della Società Antifascista al Festival di Karlovy Vary.
- 1983: La missione, di Parviz Sayyad: Terzo Premio della Giuria a Locarno.
- 1988: Oltre il fuoco, di Kiyanush ‘Ayyari: miglior film al VI Festival Fajr.
- 1989: Dov'è la casa del mio amico?, di Abbas Kiarostami: Pardo di Bronzo a Locarno.
- 1990: Hamoun, diretto da Dariush Mehrjui: miglior regia al VIII Festival Fajr. Figli del divorzio della regista Tahmineh Milani: miglior film al VIII Festival Fajr.
- 1991: Ultimo atto, di Varuj Karim Masihi: vince nove premi tra cui, miglior film e miglior regia al IX Festival Fajr.
- 1992: E la vita continua (Zendegi va digar hich), di Abbas Kiarostami: Premio Rossellini al 45º Festival di Cannes.
- 1993: Sara, di Dariush Mehrjui: miglior film al Festival Internazionale del Cinema di San Sebastián.
- 1994: Zeynat, di Ebrahim Mokhtari: nomination all'Oscar come miglior film straniero. Sotto gli ulivi, di Abbas Kiarostami: Premio Rossellini al 47º Festival di Cannes. La giara, di Ebrahim Foruzesh: Pardo d'Oro al Festival di Locarno.
- 1995: Pari, di Dariush Mehrjui: vari premi nei Festival Internazionali e al Festival di Fajr. Sotto gli ulivi, di Abbas Kiarostami: miglior film al Bergamo Film Meeting. Il palloncino bianco, di Jafar Panahi: Camera d'Or e Premio Fipresci per la Critica Internazionale a Cannes.
- 1996: Gabbe, di Mohsen Makhmalbaf: miglior film straniero a Cannes e ottiene cinque premi al XIV Festival Fajr. Il viaggiatore del sud, di Parviz Shahbazi: Premio della Società Antifascista al Festival Karlovy Vary. Il padre, di Majidi Majidi: Gran Premio al IXV Festival Fajr, Premio della Giuria e il premio speciale della Giuria al festival di San Sebastian, premio CICAE e Premio Holden per la miglior sceneggiatura al 14º Festival Internazionale Cinema Giovani di Torino.
- 1997: Lo specchio, di Jafar Panahi: Pardo d'Oro a Locarno. Figli del paradiso, di Majidi Majidi: primo posto al Minneapolis International Film Festival, al Singapore International Film Festival e al Montreal World Film Festival.
- 1998: L'agenzia di vetro, di Ebrahim Hatamikiya: ottiene nove premi al festival Fajr. Ebrahim, di Hamid Reza Mohseni: Premio Speciale della Giuria al 28° Festival Cinematografico Internazionale per Ragazzi di Giffoni. Lo specchio, di Jafar Panahi: vince il Festival Internazionale del Cinema di Istanbul.
- 1999: Il vento ci porterà via, di Abbas Kiarostami: Gran Premio della Giuria alla Mostra Internazionale d'Arte Cinematografica di Venezia. La ragazza con le scarpe da tennis, di Rasul Sadr'Ameli: vince al 23º Festival Internazionale del Cinema del Cairo e al 29º Festival Internazionale di Roshd.
- 2000: Il giorno in cui sono diventata donna, di Marzie Meshkini: premio UNESCO, Premio Cinema Avvenire e Premio Isvema alla 57ª Mostra Internazionale d'Arte Cinematografica di Venezia. Le figlie del sole, con la regia di Maryam Shahriyar: miglior lungometraggio al Montreal World Film Festival. La sposa del fuoco, di Khosrow Sinai: miglior lungometraggio al Locarno Film Festival. Lavagne, di Samira Makhmalbaf: Premio speciale della Giuria a Cannes. Il cerchio, di Jafar Panahi: Leone d'Oro come miglior film, Premio Fipresci e premio UNICEF alla 57ª Mostra Internazionale d'Arte Cinematografica di Venezia. Il bambino e il soldato, di Seyyed Reza Mir Karimi: Premio Speciale della Giuria al 14º Festival cinematografico per Bambini di Esfahan. La pioggia, di Majidi Majidi: Gran Premio della Giuria Internazionale al Montreal Film Festival.
- 2001: Sotto la pelle della città, di Rakhshan Bani Etemad: premio del pubblico “Achille Valada” come miglior lungometraggio e premio Cinema Avvenire come “miglior film del Concorso Lungometraggio” al 19° Torino Film Festival. Il voto è segreto, di Babak Payami: alla 58ª Mostra Internazionale d'Arte Cinematografica di Venezia ottiene il premio speciale per la regia, il Neptac Award, il premio OCIC e ottiene il premio “Francesco Pasinetti” del sindacato nazionale giornalisti cinematografici. Gli ammaliatori, di Abolfazl Jallili: Premio Speciale della Giuria al Festival di Locarno. Al chiaro di luna, di Seyyed Reza Mir Karimi: Premio Primagaz durante la Settimana Internazionale della Critica al Festival di Cannes. Tormento, di Bahram Beyzai: miglior film per la giuria e per il pubblico al XIX Festival Fajr.
- 2003: Alle cinque della sera, di Samira Makhmalbaf: Premio della Giuria al Festival di Cannes.